# Franz Binder von Krieglstein

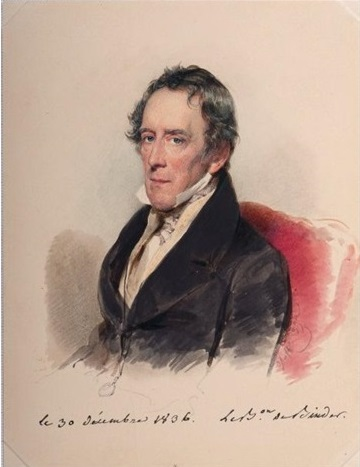
Freiherr Franz Binder von Kriegelstein, 1836

Freiherr Franz Binder von Krieglstein (* 3. Oktober 1774 in Wien; † 8. Jänner 1855 ebenda) war ein österreichischer Diplomat. 

## Laufbahn
Binder von Krieglstein stand von 1801 bis 1843 über 40 Jahre im diplomatischen Dienst des Kaisertums Österreich. Er war 1803 und 1806 bis 1808 Geschäftsträger in Berlin und leitete ab 1810 eine Reihe europäischer Gesandtschaften: 1810 bis 1812 in Kopenhagen, 1812 bis 1813 in Stuttgart, 1815 bis 1820 in Den Haag, 1820 bis 1823 in Turin, 1823 bis 1824 in Lissabon, 1826 bis 1837 in Bern und 1837 bis 1843 in Dresden.
Binder von Krieglstein zählte zu den engeren Mitarbeitern der Außenminister Graf Philipp von Stadion und Fürst Klemens von Metternich und gilt als einer der Wegbereiter des Wiener Kongresses. Während seiner Mission in Württemberg wurde er 1813 zum Prager Friedenskongress berufen. Von 1813 bis 1814 leitete das Reisedepartement der Staatskanzlei. 
Sein jüngerer Bruder Friedrich Binder von Krieglstein (* 1775; † 1836) folgte seiner diplomatischen Karriere.

## Ehrungen und Mitgliedschaften
- Nordstern-Ordens (Schweden), Großkreuz[2]
- Zivilverdienstorden (Württemberg), Großkreuz, 1813
- Orden der Heiligen Mauritius und Lazarus (Königreich Sardinien), Großkreuz